# Pretulite
La pretulite è un minerale, affine allo xenotime con prevalenza di scandio.

## Etimologia
Prende il nome dalla località di rinvenimento: il monte Pretul, delle Alpi austriache di Fischbach.